# 計石駅
計石駅（はかりいしえき）は、福井県福井市計石町にある、西日本旅客鉄道（JR西日本）越美北線（九頭竜線）の駅である。

## 概要
起点越前花堂駅から延々と続いて来た福井市内に属する駅は当駅が最後で、同市の最東端に位置している（旧美山町が福井市に編入合併される前は同町に属する最後の駅でもあった）。

## 歴史
- 1960年（昭和35年）12月15日：国鉄越美北線越前花堂駅 - 勝原駅間開通時に開設[2]。無人駅[3]。
- 1987年（昭和62年）4月1日：国鉄分割民営化に伴い、JR西日本の駅となる[1]。
- 2004年（平成16年）
  - 7月18日：豪雨に伴い、越美北線全線運休。
  - 9月11日：美山駅 - 越前大野駅間運行再開。
    - 同年9月10日まで設置されていた代行バス乗り場は、京福バス計石停留所であった。

## 駅構造
九頭竜湖方面に向かって右側に単式ホーム1面1線を有する地上駅（停留所）。開業当初から簡単なホームと待合所のみを備えており、福井寄りの出入口から直接ホームへ入る形である。
金沢支社管理の無人駅。自動券売機等は設置されていない。

## 利用状況
| 年度               | 1日平均乗車人員 |
| ------------------ | --------------- |
| 1960年（昭和36年） | 27              |
| 1961年（昭和36年） | 56              |
| 1962年（昭和37年） | 3               |
| 1963年（昭和38年） | 89              |
| 1964年（昭和39年） | 100             |
| 1965年（昭和40年） | 101             |
| 1966年（昭和41年） | 101             |
| 1967年（昭和42年） | 87              |
| 1968年（昭和43年） | 81              |
| 1969年（昭和44年） | 70              |
| 1970年（昭和45年） | 57              |
| 1971年（昭和46年） | 52              |
| 1972年（昭和47年） | 55              |
| 1973年（昭和48年） | 53              |
| 1974年（昭和49年） | 54              |
| 1975年（昭和50年） | 51              |
| 1976年（昭和51年） | 56              |
| 1977年（昭和52年） | 51              |
| 1978年（昭和53年） | 50              |
| 1979年（昭和54年） | 46              |
| 1980年（昭和55年） | 38              |
| 1981年（昭和56年） | 34              |
| 1982年（昭和57年） | 30              |
| 1983年（昭和58年） | 33              |
| 1984年（昭和59年） | 35              |
| 1985年（昭和60年） | 29              |
| 1986年（昭和61年） | 26              |
| 1987年（昭和62年） | 26              |
| 1988年（昭和63年） | 27              |
| 1989年（平成元年） | 27              |
| 1990年（平成2年）  | 17              |
|                    |                 |
| 1999年（平成11年） | 8               |
| 2000年（平成12年） | 10              |
| 2001年（平成13年） | 6               |
| 2002年（平成14年） | 9               |
| 2003年（平成15年） | 6               |
| 2004年（平成16年） | 5               |
| 2005年（平成17年） | 7               |
| 2006年（平成18年） | 8               |
| 2007年（平成19年） | 11              |
| 2008年（平成20年） |                 |
| 2009年（平成21年） |                 |
| 2010年（平成22年） |                 |
| 2011年（平成23年） | 7               |
| 2012年（平成24年） | 5               |
| 2013年（平成25年） | 7               |
| 2014年（平成26年） | 4               |
| 2015年（平成27年） | 10              |
| 2016年（平成28年） | 7               |
| 2017年（平成29年） | 6               |
| 2018年（平成30年） | 4               |
| 2019年（令和元年） | 3               |
| 2020年（令和2年）  | 3               |

## 駅周辺
当駅付近は、越美北線（九頭竜線）の横を国道158号が並行する。駅付近は田が多いが、民家が点在している。
- 浄蓮寺
- 国道158号

## 隣の駅
西日本旅客鉄道（JR西日本）
■九頭竜線（越美北線）
越前大宮駅 - 計石駅 - 牛ケ原駅